# Toku
TOKU è un canale tematico statunitense che si occupa di anime e trasmesso su varie piattaforme di pay tv via cavo e satellitari. Lanciato il 31 dicembre 2015, in sostituzione del Funimation Channel (che è stato rilanciato come servizio di streaming nel gennaio 2016), dopo la scadenza del contratto dell'Olympusat con Funimation.

## Storia
L'8 dicembre 2015, è stato riferito che Funimation Channel sarebbe stato sostituito da TOKU giovedì 31 dicembre 2015. Il nuovo canale avrebbe aggiunto più varietà, inclusi film asiatici di alto livello in live-action, grindhouse e generi indipendenti. I programmi provengono da Giappone, Cina, Tailandia e Corea del Sud.
Successivamente è stato annunciato, il 15 dicembre 2015, che Funimation avrebbe concluso la sua partnership con Olympusat e rilanciato Funimation Channel come servizio di streaming digitale nel 2016.
Funimation Channel ha firmato il 31 dicembre 2015 alle 18:00. ET, dopo un episodio di Fairy Tail. Poco dopo è stato trasmesso un paraurti, che è stato interrotto dal flusso di programmazione di Toku, che ha trasmesso Rio: Rainbow Gate! Al momento della transizione.

## Programmazione

### Anime
- Girl's High
- Gakuen Heaven: Boy's Love Hyper
- Green Green
- Jubei Chan: Secret of the Lovely Eyepatch
- Juden Chan
- Ladies versus Butlers!
- Night Head Genesis
- Princess Princess
- Ramen Fighter Miki
- Rio: Rainbow Gate!
- Strawberry Panic!
- Super Robot Wars Original Generation: Divine Wars
- Yosuga no sora
- Saber Rider and the Star Sheriffs
- Yamibou
- After School Midnighters (short series)
- Darkness Boy Santa
- Kowabon
- Cheer or Sneer, Mr. Deer?
- World War Blue

### Live-action
- Ultraman Max